# IMT-2000
Telecomunicaciones Móviles Internacionales 2000 (IMT-2000 por sus siglas en inglés) es el estándar global para la tercera generación de redes de comunicaciones inalámbricas 3G, definidas por un sistema de estándares de la Unión Internacional de Telecomunicaciones. IMT-2000 proporciona un marco para el acceso inalámbrico mundial uniendo los diversos sistemas  de redes terrestres y satélitales.
En 1999 la UIT aprobó cinco interfaces radioeléctricas para las IMT-2000 como parte de la UIT-R M.1457.
A continuación se desglosan las recomendaciones:
- WCDMA
- CDMA2000

- Datos: Q1206939